# شکستن شیشه‌های سالن کانزاس
شکستن شیشه‌های سالن کانزاس (انگلیسی: Kansas Saloon Smashers) فیلمی آمریکایی است در ژانر صامت و کمدی به کارگردانی ادوین اس پورتر که در سال ۱۹۰۱ منتشر شد. این فیلم توسط کمپانی استودیوهای ادیسون ساخته شد. موضوع فیلم در مورد حمله یک مهاجم به یک سالن مشروب فروشی است. در سال ۲۰۰۷ فیلم به صورت دی‌وی‌دی منتشر شد.